# The King of Dance
The King Of Dance, es el primer álbum de estudio del cantante, disc jockey y productor español Juan Magán, producido por la discográfica Sony Music. Su fecha de lanzamiento fue el 15 de mayo de 2012 en España y el 19 de julio en Estados Unidos y Latinoamérica. En él se incluyen sus últimos éxitos hasta el momento, así como nuevos temas inéditos.
Estuvo nominado en la categoría de los Premios Grammy Latinos como Mejor álbum de fusión tropical en 2013.

## Lista de canciones

### Edición estándar
| N.º | Título                                                                   | Duración |  |
| 1.  | «Se vuelve loca»                                                         | 3:24     |  |
| 2.  | «Lo qué me pasa» (Con Pee Wee)                                           | 3:34     |  |
| 3.  | «Ella no sigue modas» (Con Don Omar)                                     | 3:52     |  |
| 4.  | «Tu y yo»                                                                | 3:14     |  |
| 5.  | «Fiesta» (Con Gocho)                                                     | 3:44     |  |
| 6.  | «Te soñé» (Con Fuego & Grupo Extra)                                      | 3:09     |  |
| 7.  | «Como yo» (Con Buxxi)                                                    | 3:17     |  |
| 8.  | «Shuri Shuri (Let's Get Loco)» (Con Denis Naidanow, Lil Jon & Baby Bash) | 5:39     |  |
| 9.  | «Bailando por el mundo» (Con Pitbull & El Cata)                          | 3:55     |  |
| 10. | «Me enamoré» (Con Grupo Extra)                                           | 3:26     |  |
| 11. | «Lady Loca» (Con Crossfire)                                              | 3:31     |  |
| 12. | «Chica latina» (Con Salgado)                                             | 4:09     |  |
| 13. | «Not The One» (Con Barbara Muñoz)                                        | 3:16     |  |
| 14. | «King Size Heart» (Con Javi Mula)                                        | 3:09     |  |
| 15. | «Pégate más» (Juan Magan Remix)                                          | 3:31     |  |
| 16. | «Coconut Tree» (Con Mohombi) (Juan Magan Remix)                          | 4:09     |  |